# Тетри-Цкаро
Те́три-Цка́ро (груз. თეთრი წყარო) — город на юге Грузии, центр Тетрицкаройского муниципалитета края Квемо-Картли.

## География
Город расположен на месте древнего грузинского поселения «Гариси». В 1121 году оно было полностью разрушено в результате нашествия кызылбашей.
Город расположен на южной стороне Триалетского хребта, в 59-ти километрах юго-западнее Тбилиси. Климат — континентальный. Население 3093 человек (Перепись 2014 года). Национальный состав — в основном грузины и армяне, в небольшом количестве проживают азербайджанцы, русские, греки, осетины и другие малочисленные народы страны.
Через город проходит железнодорожная линия Тбилиси — Ахалкалаки. Рядом с городом находится железнодорожная станция Тетри-Цкаро Грузинской Железной Дороги.

## Этимология
Нынешнее название города переводится с грузинского языка как «Белый источник», или «Белый Ключ». Более раннее наименование города звучит иначе — «Аг-Булаг». Оно также переводится с азербайджанского как «Белый Ключ». Это название было дано из-за имеющихся там большого числа источников родниковой воды и залежей пород белого известняка. С 1837 по 1857 год населённый пункт именовался как «Белоключинское военное поселение», созданное при штабе Мингрельского Егерского Полка. В 1857 году Белоключинское военное поселение получило новое название — урочище Белый Ключ, или Белые Ключи. Это название просуществовало вплоть до 1937 года. Вероятно, русское название поселка большевики сменили из-за ассоциации с белогвардейцами. В 1937 году урочищу Белый Ключ было возвращено его изначальное азербайджанское название — Агбулах. С этим названием населённый пункт просуществовал вплоть до 1944 года, когда посёлок был вновь переименован уже на грузинский манер — в Тетри-Цкаро. С 1966 года Тетри-Цкаро получил статус города и районного центра.

## История

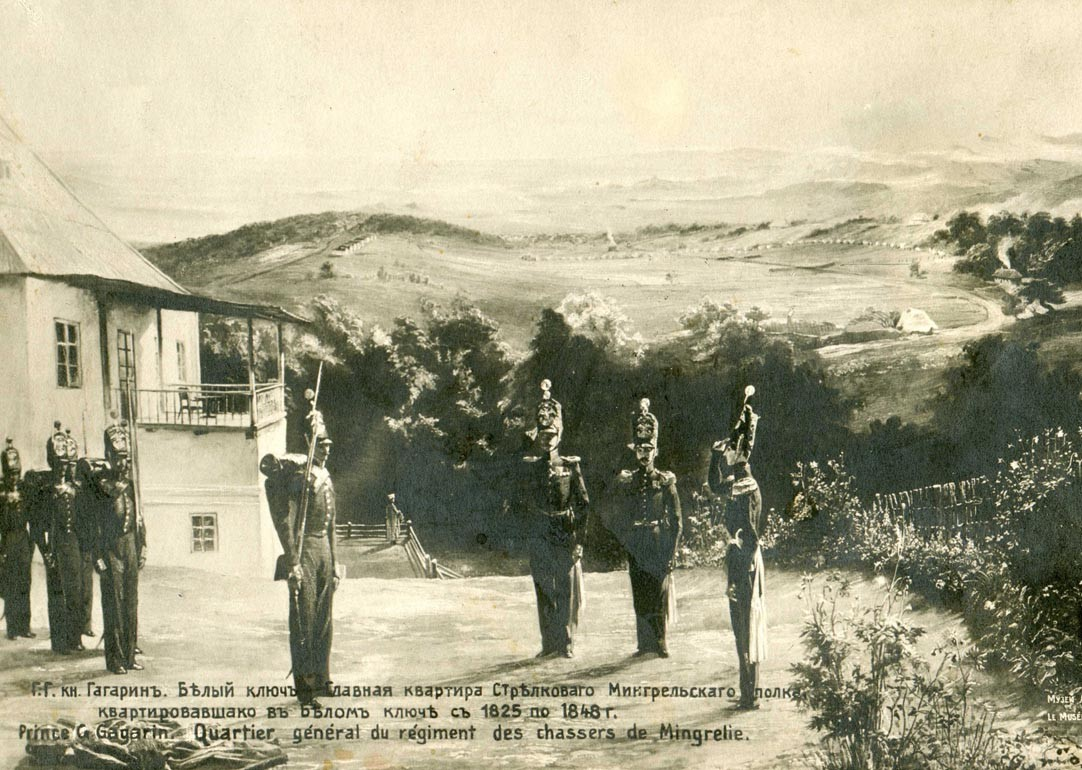
Белый Ключ. Картина худ. Г. Г. Гагарина (1841)

С 1816 года в урочище «Белый Ключ» (административно входило в состав Тифлисского уезда) расположилась штаб-квартира 14-го Грузинского Гренадерского Полка. После этого населенный пункт получил второе рождение. Территориально полк разместился у подножья «Гомер горы». Её высота — 1.257 метров над уровнем моря. Своим вторым рождением город обязан покорителю Кавказа генералу Алексею Петровичу Ермолову. Именно он, разрабатывая планы защиты Тифлиса от возможных неприятельских набегов, принял решение основать там военный гарнизон. «Окраина Империи», какими тогда представлялись эти места из Петербурга, оказалась достаточно удобным местом для ссылки. После декабрьского 1825 года восстания на Сенатской площади и польского восстания 1830—1831-го годов полк пополнился декабристами и польскими повстанцами, а «тёплая Сибирь» (так ссыльные тогда называли Кавказ) получила новых поселенцев. В 1840—1847 годах в Белом Ключе была построена Полковая Православная Церковь. Здание представляло собой уникальный образец смешения стилей русской и грузинской церковной архитектуры. Храм имел богатое убранство. В нём проходили службы, в которых могли принять участие лишь офицеры полка, местное дворянство и члены их семей. Для солдат и местных жителей недворянского сословия действовала другая церковь, с более скромным убранством. Впоследствии, в 1933—1934 годах уникальная Полковая Церковь была полностью разрушена «большевиками». Рядом с территорией полка были разбиты террасы для цветов, ореховая роща с пешеходными дорожками для прогулок. Неподалёку был открыт парк с липовыми аллеями, с ротондой для оркестра, скамейками для отдыха. В праздничные дни на ротонде играл полковой духовой оркестр, а на площадке перед ней танцевали и отдыхали посетители парка. Перед центральным входом в парк и в ореховой роще были построены гостиницы для офицеров полка, а также для приёма и размещения высоких гостей. Там же был построен родник с холодной родникевой водой, бассейном и фонтанами, который впоследствии получил название «Красный родник». Он существует и по сей день, и является своеобразной визитной карточкой Тетри-Цкаро. Более чем сто лет жизнь Белого Ключа была тесно связана с квартировавшим там полком. Посёлок постепенно разрастался. Появились многочисленные армейские и жилые постройки. Не была забыта и культурная сторона жизни — были возведены два театра, открыт офицерский клуб. Вплоть до февральской революции 1917 года августейшим шефом полка был Его Императорское Высочество Наследник Цесаревич и Великий Князь Алексей Николаевич Романов. А до Алексея Николаевича Романова августейшим шефом полка был генерал-адмирал, Великий князь Константин Николаевич Романов.
В различные годы в 14-м Грузинском Гренадерском Полку служили: генерал-адъютант, генерал от инфантерии, Тифлисский генерал-губернатор, князь Григорий Дмитриевич Джамбакуриан-Орбелиани; генерал-лейтенант, князь Александр Гарсеванович Чавчавадзе; генерал, князь Ясон Иванович Чавчавадзе; князь Илья Дмитриевич Орбелиани; князь Иван Николаевич Абхазов.
Во времена СССР в Тетри-Цкаро также дислоцировались воинские части. В 1936 году на территории некогда занимаемой 14-м Грузинским Гренадерским Полком была расквартирована школа подготовки младших командиров пограничных войск (в/ч 2419). По соседству с пограничниками расположился также 508-й отдельный радиодивизион (впоследствии — 102-й отдельный радиополк) ОСНАЗ, который в 1981 году преобразован в 154-ю отдельную радиотехническую бригаду ОСНАЗ (в/ч 13204). В начале 1990-х годов бригада была перемещена на территорию РФ.

## Промышленность
В советские годы в Тетри-Цкаро действовал мясо-молочный совхоз «Тетрицкаройский» (до реорганизации — колхоз имени Будённого Тетрицкаройского района). В этом колхозе трудились Герои Социалистического Труда председатель колхоза Георгий Константинович Биляев, заведующий колхозной конефермой Иван Константинович Скидин и старший конюх Иван Андреевич Ляпушкин.

## Известные жители и уроженцы
- В 1856 году в Белом Ключе родился основатель Русского драматического театра Фёдор Адамович Корш.
- В Дагет-Хачине, что рядом с Агбулахом, в 1906 году родился Арменак Хачатурович Кечиян, выдающийся житель города, видный мастер-самолётостроитель 31-го Тбилисского авиационного завода.
- В 1861—1862 годах в урочище Белый Ключ вместе с родителями жил видный российский государственный деятель, министр финансов (1892—1903), председатель Совета Министров Российской Империи (1905—1906) граф Сергей Юльевич Витте.
- В 1863 году Белом Ключе родился сын Наместника Российского Императора на Кавказе, генерал-фельдмаршала Михаила Николаевича Романова генерал-адъютант, Великий Князь Георгий Михайлович Романов.
- В 1881 году в Белом роднике родился известный путешественник и полярный исследователь Эммануил Павлович Тизенгаузен. Его именем назван мыс на острове архипелага Новая Земля.
- В 1941—1945 годах в Тетри-Цкаро с дедом и бабушкой жил первый секретарь ЦК Компартии Армении (1988—1990) Сурен Гургенович Арутюнян[6].
- Родом из Тетри-Цкаро предки заместителя генерального прокурора — главного военного прокурора Российской Федерации, генерал-полковника юстиции Сергей Николаевича Фридинского.
- В годы Великой Отечественной войны 1941—1945 годов двое офицеров, являющихся выходцами из Тетри-Цкаро, заслужили звание Героя Советского Союза. Это — Сергей Вартанович Григорьян (родился во Владикавказе, в Тетри-Цкаро окончил школу) и Иван Гаврилович Деметрашвили (родился в селе Диди Тонети).